# Papiro 54
O Papiro 54 ({\displaystyle {\mathfrak {P}}}54) é um antigo papiro do Novo Testamento que contém fragmentos dos capítulos dois e três do Evangelho de João (2:16-18.22-26; 3:2-4).